# Väynäjärvi
Väynäjärvi eller Väyngihjävri är en sjö i Finland. Den ligger i kommunen Enare i landskapet Lappland, i den norra delen av landet, 1 000 km norr om huvudstaden Helsingfors. Väynäjärvi ligger 140,8 meter över havet. Arean är 48,1 hektar och strandlinjen är 4,3 kilometer lång. Sjön  ingår i Pasvik älvs huvudavrinningsområde.   Den sträcker sig 1,4 kilometer i nord-sydlig riktning, och 1,4 kilometer i öst-västlig riktning.